# Phenakospermum
Genre
Classification APG III (2009)
Phenakospermum est un genre monotypique de plantes à fleurs de la famille des Strelitziaceae que l'on rencontre dans le bassin amazonien. 
Il a été défini par Stephan Ladislaus Endlicher en 1833 à partir de l'espèce Urania guyannensis A.Rich. (1831) appelée aujourd'hui Phenakospermum guyannense, unique espèce de ce genre.